# Tosa Mitsunari
Tosa Mitsunari (土佐 光成) est un peintre japonais des XVIIe et XVIIIe siècles, né en 1646 et mort en 1710. À part son appartenance à la famille Tosa, ses origines ne sont pas connues.

## Biographie
Fils et élève de Tosa Mitsuoki, Mitsunari continue le style de son père, traitant les fleurs et les oiseaux d'une manière charmante sans manquer de tomber toutefois dans un certain formalisme académique. Tosa Mitsunari semble bien être le dernier représentant de la famille, et cette prestigieuse dynastie de peintres, s'éteint avec lui.